# Шамей, Ергали
Ергали Шамей (каз. Ерғали Шамей; род. 16 августа 1985 года) — казахстанский парадзюдоист. Серебряный призёр летних Паралимпийских игр 2024 года в Париже.

## Биография
Начал заниматься паралимпийским дзюдо в 2015 году. В 2022 году победил на чемпионате мира по парадзюдо в Баку в категории до 73 кг (J1). В 2023 году стал чемпионом Азиатских Параигр-2022 в Ханчжоу в той же весовой категории.
В марте 2024 года вышел короткометражный фильм «Луч надежды» (каз. Үміт сәулесі) о жизни Ергали Шамея. 30-минутный фильм рассказывает о том, как Шамей из-за травмы потерял зрение и чтобы прокормить семью пошел работать грузчиком на базар. Там его заметил тренер по дзюдо, который пригласил его на тренировки. Режиссёром картины стал Думан Еркимбек, роль главного героя сыграл актёр Назар Шерхан. Сам Ергали Шамей сыграл в фильме эпизодическую роль.
6 сентября 2024 года принял участие на летних Паралимпийских играх 2024 в Париже в весовой категории до 73 кг (класс J1). В четвертьфинале победил французского дзюдоиста Арминдо Родригеса, в полуфинале — немца Леннарта Засса и вышел в финал, где ему противостоял двукратный бронзовый призёр Паралимпийских игр, румынский дзюдоист Флорин-Александру Болога. Уступив в финале, Шамей стал обладателем «серебра» Паралимпиады.

## Спортивные результаты
| Год  | Турнир                          | Место проведения | Категория    | Место |
| ---- | ------------------------------- | ---------------- | ------------ | ----- |
| 2018 | Чемпионат мира                  | Одивелаш         | до 73 кг     | 13    |
| 2022 | Чемпионат мира                  | Баку             | до 73 кг, J1 | 1     |
| 2023 | Азиатские Параигры 2022         | Ханчжоу          | до 73 кг, J1 | 1     |
| 2024 | Летние Паралимпийские игры 2024 | Париж            | до 73 кг, J1 | 2     |
| 2025 | Чемпионат мира                  | Астана           | до 81 кг, J1 | 3     |

## Награды
- Орден «Парасат» (14 сентября 2024 года)[5]